# Cinetodus froggatti
Cinetodus froggatti es una especie de pez de la familia Ariidae en el orden de los Siluriformes.

## Morfología
Los machos pueden llegar alcanzar los 48 cm de longitud total.

## Alimentación
Come gasterópodos y moluscos bivalvos.

## Hábitat
Es un pez demersal y de clima tropical.

## Distribución geográfica
Se encuentran en Nueva Guinea (ríos  Purari, Fly-Strickland y  Digul) y Australia (río Roper el Territorio del Norte ).